# North Zanesville
North Zanesville – jednostka osadnicza w Stanach Zjednoczonych, w stanie Ohio, w hrabstwie Muskingum.